# Ulica św. Barbary we Wrocławiu

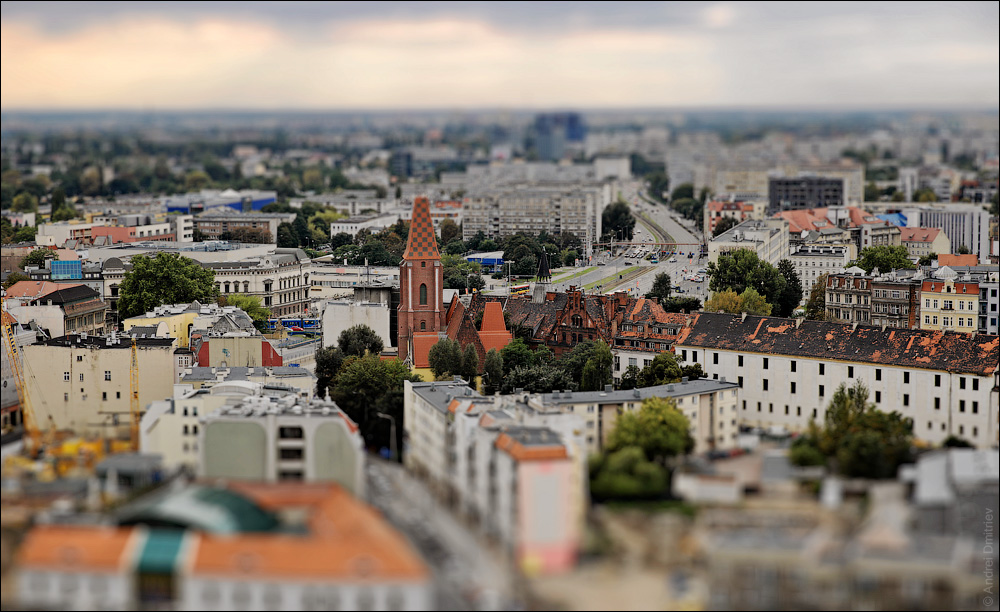
Zabudowa ulicy.

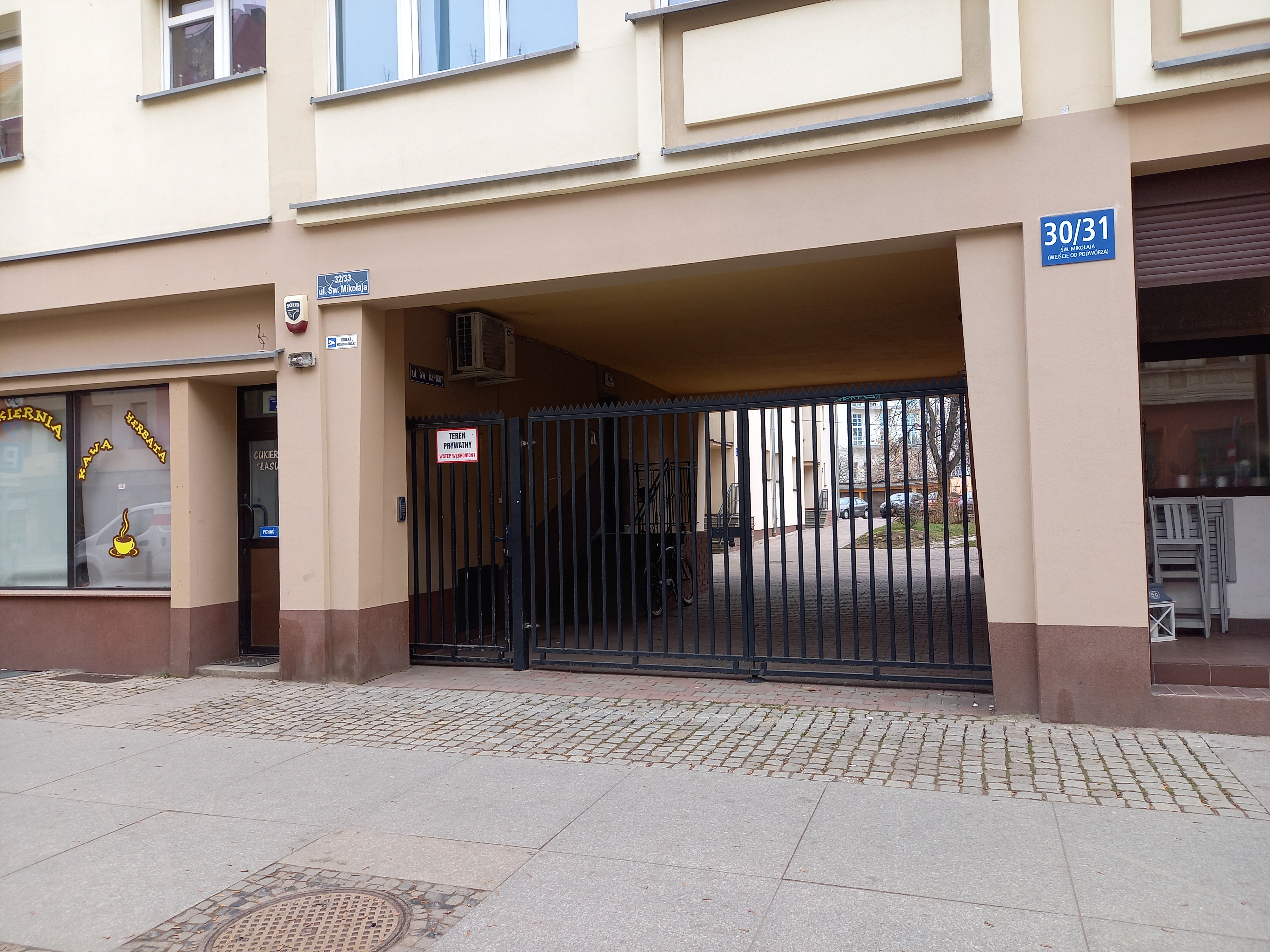
Przejście od ul. Świętego Mikołaja (teren prywatny).

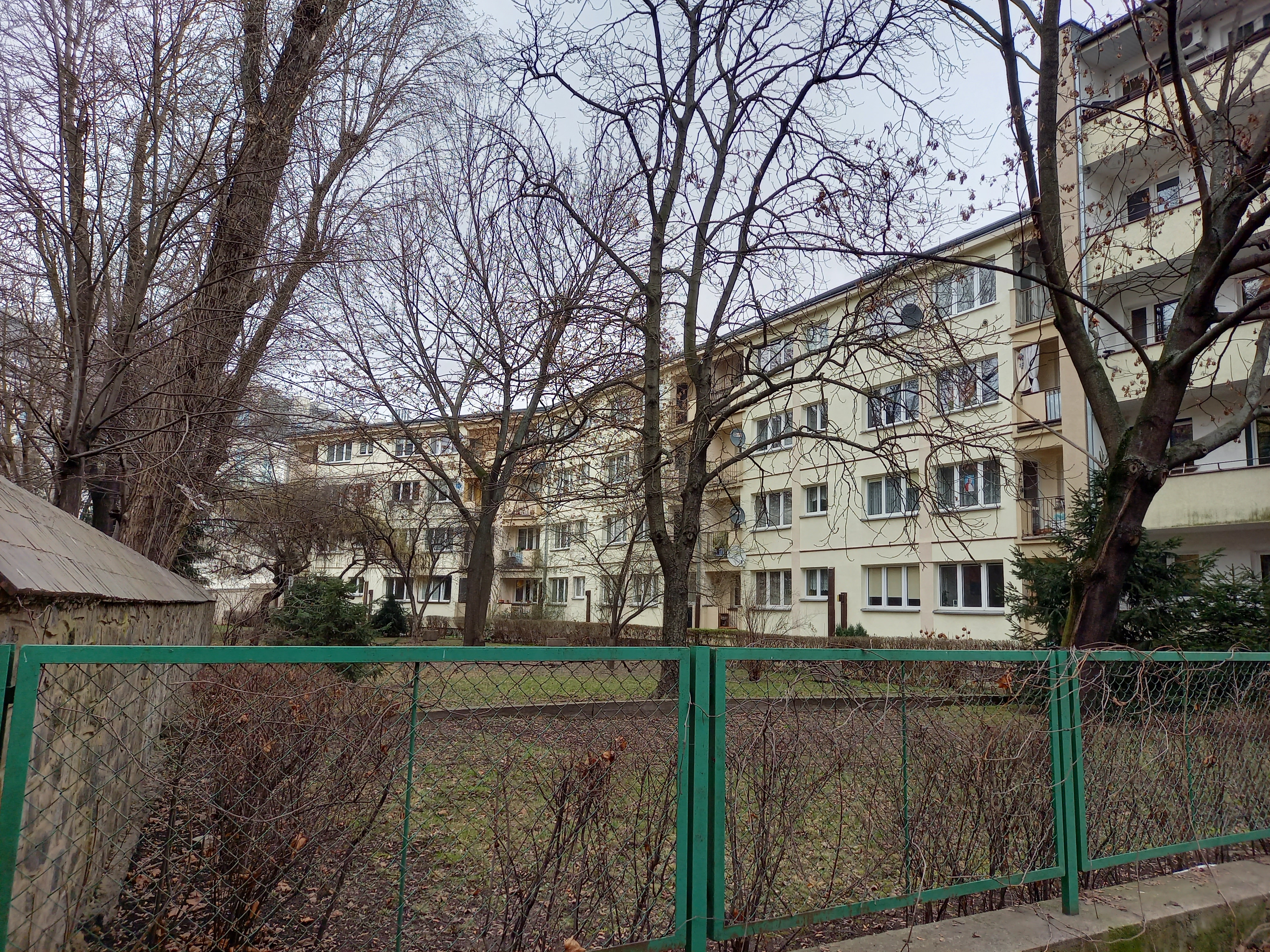
Zabudowa ulicy, widok od ul. Świętego Mikołaja.

Ulica św. Barbary – ulica położona we Wrocławiu na Starym Mieście. Odchodziła od ulicy św. Mikołaja i pod koniec XIX wieku łączyła się z ulicą obecnie Wszystkich Świętych . Współcześnie stanowi prywatną drogę wewnętrzną . 

## Historia
Pierwsza wzmianka o tym miejscu pochodzi z 1398 r. i odnosi się ona do placu, który istniał już wcześniej, przy czym sama uliczka w jego obrębie powstała wtórnie do obsługi działek wewnętrznych. Już od XIII wieku istniał tu cmentarz, na którym grzebano ludzi z gminu. W XVIII wieku zaczęto jednak na cmentarzu chować bogatych rzemieślników, rajców miejskich, a nawet szlachtę. W ramach cmentarza istniała kaplica cmentarna parafii pw. św. Elżbiety. Patronowali jej święci Barbara, Feliks i Adaukt. Kaplica spłonęła w XIV wieku. Jej odbudowa miała miejsce w 1400 r. W kolejnych latach miało miejsce kilka inwestycji związanych ze świątynią. Obejmowały między innymi: około 1430–1440 r. budowa prezbiterium przy kaplicy, po 1465 r. budowa na jej miejscu nowego korpusu z wieżą i zakrystią przez Hansa Bertholda i Petera Franczke. Początkowo świątynia służyła cechowi tkaczy, białoskórników, mydlarzy i karczmarzy, którzy mieli tu osobną emporę. W 1526 r. kościół stał się świątynią ewangelicką. W 1963 r. kościół zamieniono na katedrę prawosławną pw. Narodzenia Przenajświętszej Bogurodzicy .
Ulica św. Barbary była ulicą ślepą (Św. Barbary). Działki przy ulicy powstały poprzez parcelację długiej działki biegnącej od ulicy św. Mikołaja, określanej Swarczin houestat (1403 r.), a zabudowa czynszowa w tym miejscu wspominana jest od 1472 r..
W wyniku działań wojennych podczas oblężenia Wrocławia w 1945 r. zabudowa w tym rejonie uległa niemal całkowitemu zniszczeniu. Zachowała się jedynie świątynia i budynki szpitala zamykające oś północno-zachodnią ulicy, za ulicą Wszystkich Świętych. Kościół częściowo spłonął w pożarze, a zniszczenia sięgały 30%. Z tego względu po wojnie zabudowa w tym rejonie została ukształtowana bez dokładnego odtworzenia pierwotnego układu, a sama ulica uległa częściowemu zatarciu, pozostając współcześnie drogą wewnętrzną na prywatnej nieruchomości związanej z wybudowanym w 1966 r. przy niej budynku o adresie: ulica św. Barbary 2, 4 i 6 .

## Nazwy
W swojej historii ulica nosiła następujące nazwy: 
- plac Cyckowy (Cziczenplatz, Zitzenplatz), od 1398 r. do ok. XV wieku[2] [3] (Cziczenplatz, 1398 r.; Zitzenplatz, do XVI wieku[4])
- inne nazwy od XVII wieku do 1924 r.:
  - Sitzplatz[4]
  - Besitzplatz[4]
  - Sitzegässel[4]
  - Besitzegässel[4]
  - Sackgasse[4]
  - Brustgasse – uliczka Piersiasta, od ok. XV wieku do 1824 r.[2] [3][4]
- św. Barbary (Barbaragasse), od 1824 r.[2] [3][10].

Pierwotną, niecodzienną nazwę placu i ulicy (Cyckowy) część autorów, jak np. H. Markgraf, niemiecki historyk ulic Wrocławia, przypisuje rubasznemu poczuciu humoru średniowiecza: obły kształt placu miał przypominać pierś kobiety. Dla drugiej nazwy istniała też hipoteza jednego z niemieckich zbieraczy osobliwości, który wywodził jej etymologię od słowiańskiej brzozy . Ostatnia nazwa wywodzi się już bezpośrednio od kościoła i cmentarza św. Barbary .

## Układ drogowy
Przebieg ulicy został częściowo zatarty podczas inwestycji obejmujących nową zabudowę powojenną. W jej biegu początkowym znajduje się przejazd bramowy do wnętrza kwartału, poprzez który następuje włączenie do drogi publicznej – ulicy św. Mikołaja. Biegnie przez teren prywatny wzdłuż nowo wybudowanych po wojnie budynków do ulicy Wszystkich Świętych.

## Zabudowa i zagospodarowanie
Współcześnie istnieje pierzeja zachodnia ulicy, którą stanowi budynek z 1966 r., o numerach św. Barbary 2, 4 i 6. Ma on trzy piętra. Pierwotnie powstał dla pracowników Zakładów Badawczych i Projektowych Miedzi „Cuprum”. Budynek ten oddziela współcześnie ulicę od katedry prawosławnej pw. Narodzenia Przenajświętszej Bogurodzicy. Pomiędzy budynkiem a terenem świątyni dopuszcza się wyłącznie skwery . Na południu oś ulicy zamyka budynek położony przy ulicy św. Mikołaja 32-33 z przejazdem bramowym i dalej włączeniem do drogi publicznej.

## Ochrona i zabytki
Obszar, na którym położona jest ulica św. Barbary, podlega ochronie w ramach zespołu urbanistycznego Starego Miasta z XIII–XIX wieku, wpisanego do rejestru zabytków pod nr. rej.: 196 z 15.02.1962 oraz A/1580/212 z 12.05.1967 r.. Inną formą ochrony tych obszarów jest ustanowienie historycznego centrum miasta, w nieco szerszym obszarowo zakresie niż wyżej wskazany zespół urbanistyczny, jako pomnik historii  . Samo miasto włączyło ten obszar jako cenny i wymagający ochrony do Parku Kulturowego "Stare Miasto", który zakłada ochronę krajobrazu kulturowego oraz uporządkowanie, zachowanie i właściwe kształtowanie krajobrazu kulturowego i historycznego charakteru najstarszej części miasta .
Jak wyżej zaznaczono zabudowa ulicy została zniszczona i przy ulicy nie ma żadnych zabytków. Związana z historią ulicy świątynia jest obecnie oddzielona od niej współczesną zabudową mieszkaniową. Jedynie oś widokowa ulicy w kierunku północno-zachodnim zamknięta jest budynkiem należącym do dawnego Zespołu Szpitala Wszystkich Świętych, po 1945 r. Wojewódzkiego Szpital im. Józefa Babińskiego .
| obiekt, położenie | powstanie, nr rej. | foto |
| --- | --- | ---- |
| Kaplica cmentarna parafii św. Elżbiety pw. św. Feliksa i Adaukta, następnie kościół pw. św. Barbary, ob. Katedra Polskiego Autokefalicznego Kościoła Prawosławnego Narodzenia Przenajświętszej Bogurodzicy ulica św. Mikołaja 40 | wzmiankowany 1268 r., lata 1400-1417 (odbudowa i rozbudowa), 1448 r. – konsekracja, XVI-XVII wiek, 1704, 1868-1869 i 1897 (remonty), 1945 r. zniszczony, lata 1947-1948 i 1964-1967 (odbudowa), od 1966 r. - remonty XIII, XV-XVI wiek 11 z 27.11.1947 r. 288/15 z dn. 23.10.1961. |      |
| Zespół Szpitala Wszystkich Świętych, po 1945 r. Wojewódzki Szpital im. Józefa Babińskiego, obecnie nieużytkowany (przebudowa przez I2 Development) plac Jana Pawła II 8                                                          | 1526 r. (brama wodna), lata 1799–1801, 1821–1823, 1856 r., 1869 r., lata 1901–1902, 1935–1936 gez, mpzp 1776-1936, A/5945/1-7 z 2.12.2014 r. |      |